# De Middelste Molen (Loenen)
Papierfabriek De Middelste Molen is een papierfabriek en museum bij Loenen op de Veluwe in Gelderland. Op deze plek produceert men al sinds 1622 papier met behulp van waterkracht.
De papiermolen is gelegen aan de Loenense beek, en sinds 1868 ook aan het toen gegraven Apeldoorns Kanaal. De beek wordt onder het kanaal door geleid. Eeuwenlang stonden er twee Middelste Molens, maar in 1886 brandden ze alle twee tot de grond toe af. Een jaar later werd de huidige fabriek gebouwd die tot 1927 eigendom bleef van de kasteelheer van het nabijgelegen kasteel Ter Horst.
Tot 1960 produceerde De Middelste Molen op traditionele wijze allerlei soorten papier, al ging dat niet allemaal meer met waterkracht. Toen de fabriek om economische reden werd stilgelegd trad al snel verval in. Papierfabrikanten uit de regio kochten het negentiende-eeuwse bedrijfspand echter in 1991 gezamenlijk aan om het te behouden voor het nageslacht. De fabriek werd ondergebracht in een stichting en deels gerestaureerd. In 1991 rolden de eerste vellen papier weer van de machine.
De Middelste Molen is de enige werkende papierfabriek in Nederland waarvan de papiermachine nog door waterkracht kan worden aangedreven. De productie van papier gebeurt er zowel machinaal als handmatig. Het productieproces is in bijna 400 jaar nauwelijks veranderd. De fabriek maakt deel uit van het industrieel erfgoed en is sinds 2001 een werkend museum. Met begeleiding van monumentenzorg heeft begin eenentwintigste eeuw een grote restauratie plaats gevonden.